# ردا (فیلم)
خرقه یا ردا (انگلیسی: The Robe) یک فیلم حماسی بر گرفته از کتاب مقدس به کارگردانی هنری کاستر است که در سال ۱۹۵۳ منتشر شد.

## بازیگران
- ریچارد برتون
- جین سیمونز
- ویکتور ماتیور
- مایکل رنی
- جی رابینسون
- دین جاگر
- ریچارد بون
- بتا سینت جان
- داون آدامز
- Jan Arvan
- کیت کارسون
- می مارش
- کامرون میچل
- هری شیرر
- تورین تاچر
- جف مورو
- ارنست تسیجر
- لئون آسکین
- فورد راینی
- فرانسیس پیرلوت
- مایکل آنسارا
- Rosalind Ivan